# Periscyphis granai
Periscyphis granai là một loài chân đều trong họ Eubelidae. Loài này được Arcangeli miêu tả khoa học năm 1929.